# Bandeira de Quixadá
A Bandeira de Quixadá é um dos símbolos oficiais do município de Quixadá, estado do Ceará, Brasil. Sua condição como símbolo oficial do município está prevista na Lei Orgânica Municipal  Na referida lei, em seu artigo 5º está determinado que:

São símbolos do Município o brasão, a bandeira e o hino, além de outros estabelecidos em lei, representativos de sua cultura e história.

## Descrição
Seu desenho consiste em um retângulo dividido em três faixas verticais de mesma largura nas cores amarelo-azul-verde, respectivamente, a partir do mastro. No centro da faixa azul está desenhado em branco o brasão municipal[carece de fontes?]

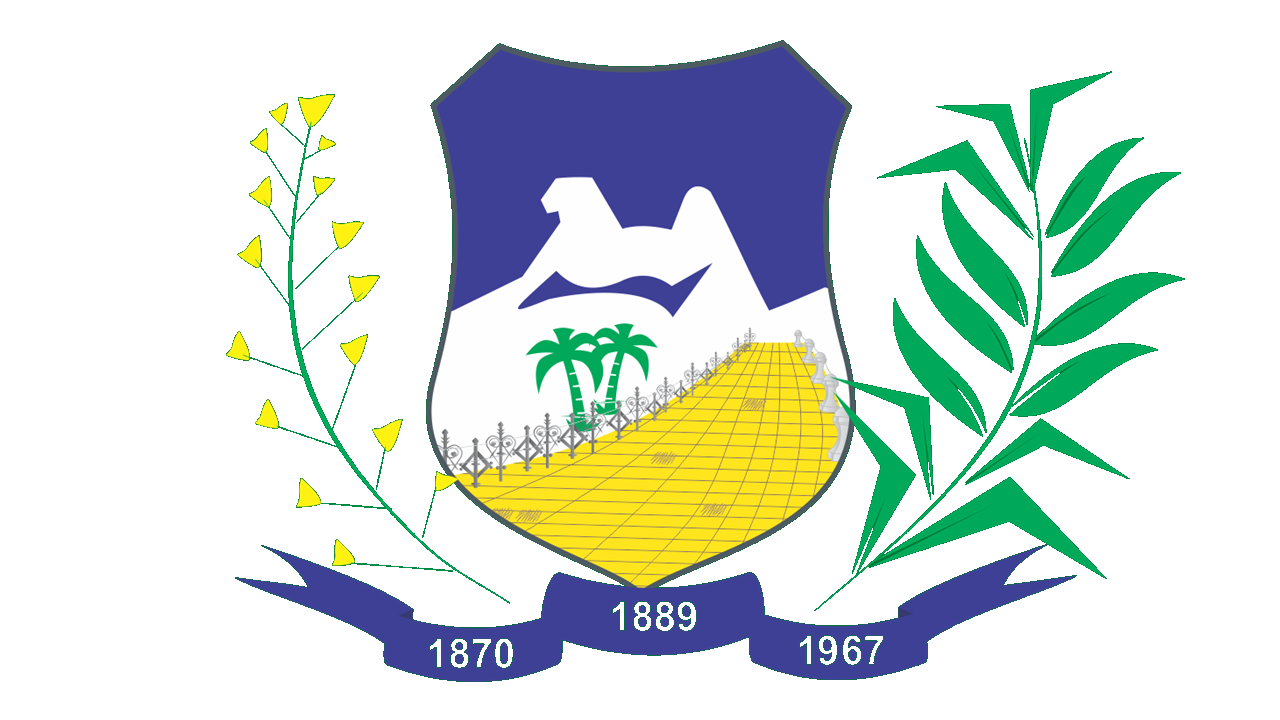
O brasão municipal não aparece em suas cores originais na bandeira, mas totalmente branco.